# Josefína Bakhita
Svatá Josefína Bakhita (1869 Olgossa – 8. února 1947, Schio) byla zotročená súdánská dívka, která se po svém příchodu do Itálie stala křesťankou a řeholnicí kongregace kanosiánek. Je často zmiňována v encyklice Spe salvi papeže Benedikta XVI., v den jejího svátku se připomíná Světový den modliteb za oběti obchodu s lidmi a je také patronkou katolické církve v Súdánu.

## Život

### Rané dětství a únos
Bakhita se narodila ve vesničce Olgossa na úpatí hory Agilerei do rodiny vyznávající monoteismus s animistickými prvky. Její otec byl bratr náčelníka vesnice a vlastnil pole s plantážemi. Jméno, které jí dali rodiče, zapomněla. Ve svých devíti letech, roku 1878, se vydala s kamarádkou na pole poblíž domova a byla unesena otrokáři. Stala se tak jednou z mnoha obětí četných nájezdů pořádaných náčelníky okolních kmenů, kteří museli Egyptu platit buď majetkovou daň, nebo daň ve formě otroků. Dostala nové jméno Bakhita, což znamená šťastná.

### Otroctví
Byla několikrát prodána na trzích v Chartúmu a El Obeidu. Prošla si u čtyřech majitelů krutým zacházením a fyzickým i psychickým utrpením včetně zkroucení prsou a vyřezávání ornamentů do těla. Roku 1883 byla prodána italskému konzulovi Callistu Legnanimu. Novou životní situaci popsala slovy: "Ještě jsem nebyla svobodná, ale začaly se dít změny. Byl konec s bičováním, tresty i urážkami, zkrátka byl to konec deseti let nelidského zacházení."

### Odchod do Itálie
Politické změny přiměly Legnaniho k návratu do Itálie. Bakhitu vzal s sebou a svěřil ji svému příteli tlumočníku Augustu Michielimu, v jehož rodině se právě narodila dcera. Bakhita se stala ošetřovatelko Michieliho dcery.

### Konverze, osamostatnění a vstup do kláštera
Když rodina potřebovala odcestovat, umístila Bakhitu s dítětem do Katechumenického centra sester kanosiánek (FDCC, též Dcer křesťanské lásky) v Benátkách. Tam se Bakhita poprvé důkladně seznámila se základy křesťanství. Přes naléhání Michieliových se odmítla vrátit do Afriky. Vedoucí katechumenátu se poté obrátila na benátského patriarchu a v následujícím procesu soud 29. listopadu 1889 konstatoval, že otroctví nikdy nebylo v Itálii legitimní a pro Súdán ho anglická správa prohlásila za nelegální už před datem Bakhitina narození. Poté přijala 9. ledna 1890 křest i nové jméno Josefína Margarita Fortunata. V té době také dosáhla plnoletosti a rozhodla se zůstat v klášteře. Často připomínala, že křest pro ni znamenal druhé vyvedení z otroctví.

### Řeholní život
První řeholní sliby složila 8. prosince 1896. Roku 1902 byla sestra Josefína Bakhita z Benátek poslána do řeholního domu ve Schiu. Z počátku se dostávala do nekomfortních situací kvůli barvě pleti. V roce 1907 byla povýšena na hlavní kuchařku komunitní kuchyně. Představená Markéta Bonotto ji požádala, aby sepsala svůj životní příběh. Tak vznikl třicetistránkový rukopis Storia meravigliosa. Během první světové války pracovala Bakhita jako ošetřovatelka ve vojenské nemocnici a starala se o sákristii. Vojenský kaplan B. Cesaretti o ní svědčil: "Jedním z jejích úkolů byla starost o sakristii. Preciznost a svědomitost v této službě prozrazovaly její úctu k eucharistii...s nesmírnou radostí připravovala oltář i bohoslužebné předměty." Roku 1922 překonala zápal plic a výrazně zeslábla. Byla jí tedy svěřena funkce fortnýřky. Mezi místními obyvateli se stala známou jako la nostra madre moretta nejen pro exotickou barvu, ale pro svoji mírnost, úsměv, laskavost a pověst svatého života. 10. srpna 1927 složila věčné sliby v Miranu. Po druhé světové válce se jí opět zhoršilo zdraví. Trpěla astmatickou bronchitidou, atritidou, synovitidou a elefantiázou i přes velké bolesti a omezení pohybu prohlásila: "Jsem na hoře Tábor, ne na Kalvárii."
Zemřela v pověsti svatosti 8. února 1947 po boji s nemocí.